# Abdullah Madu
Abdullah Madu (en árabe: عبدالله محمد مادو‎; La Meca, 15 de julio de 1993) es un futbolista saudí que juega en la demarcación de defensa para el Al-Ettifaq Club de la Liga Profesional Saudí.

## Selección nacional
Tras jugar con la selección de fútbol sub-23 de Arabia Saudita, finalmente hizo su debut con la selección absoluta el 10 de octubre de 2019 en un encuentro de clasificación para la Copa Mundial de Fútbol de 2022 contra Singapur que finalizó con un resultado de 3-0 a favor del combinado saudita tras el gol de Abdullah Al-Hamdan y un doblete de Abdulfattah Asiri.

## Clubes
| Club            | País           | Año       | Partidos | Goles |
| --------------- | -------------- | --------- | -------- | ----- |
| Al-Nassr F. C.  | Arabia Saudita | 2012-2024 | 137      | 3     |
| Al-Ettifaq Club | Arabia Saudita | 2024-     | 41       | 1     |

## Palmarés

### Títulos nacionales
| Título                      | Club           | País           | Año  |
| --------------------------- | -------------- | -------------- | ---- |
| Liga Profesional Saudí      | Al-Nassr F. C. | Arabia Saudita | 2014 |
| Liga Profesional Saudí      | Al-Nassr F. C. | Arabia Saudita | 2019 |
| Supercopa de Arabia Saudita | Al-Nassr F. C. | Arabia Saudita | 2019 |
| Supercopa de Arabia Saudita | Al-Nassr F. C. | Arabia Saudita | 2020 |

### Títulos internacionales
| Título                      | Club           | País           | Año  |
| --------------------------- | -------------- | -------------- | ---- |
| Campeonato de Clubes Árabes | Al-Nassr F. C. | Arabia Saudita | 2023 |